# 中国製品の安全性問題
中国製品の安全性問題（ちゅうごくせいひんのあんぜんせいもんだい）は、中華人民共和国で製造された工業製品に対して、その安全性に疑問が呈されている問題。

## 概要
21世紀に入ってから、後述のように日本やアメリカ等で中国産の製品の安全性を疑問視する報道が多数見られている。近年では様々な有害物質が混入する事件が多発しており、各国の報道などで取り上げられている。
これらの事件により、世界の市場、特に先進諸国では、中国製品の安全性に対する信頼は大きく損なわれている。「Made in China」は世界中の消費者から敬遠され、マーケティング担当者は頭を悩ませているという。その結果、中国産を使用していない事を示す“チャイナ・フリー”という言葉も生まれた。
理論的には有線回線と同等以上のパフォーマンスを実現する移動体通信のインフラである5Gの市場では、中国のIT企業で最大手のファーウェイの製品に対して、アメリカが世界各国に対して排除勧告を行うに至った。アメリカはファーウェイの製品にバックドアが仕掛けられている可能性を主張し、中国政府による情報の傍受という観点で国家安全保障上の問題があるとした。ファーウェイの製品は安価で性能も高いため世界各国で人気であり、5G市場で覇権を握る可能性があった。
しかし、中国製品のコストパフォーマンスの良さは他国には真似し難く、問題が起きた後も世界的な中国依存の状態は大きく変わっていない。
一方で中国は人権侵害、領海・領空侵犯、国境紛争、サイバー攻撃などを繰り返しているれっきとしたテロ国家であり、このような国に依存することがいかに危険であるかは火を見るよりも明らかである。

## 企業の課題
中国製品の安全性に問題があると認識された状況の中、中国企業には2つの課題がある。「安全性の向上」はもちろんだが、もう一つ、「ブランド価値の向上（安かろう悪かろうというイメージの返上）」が今後の課題になるという指摘があるという。

「ブランド価値の向上」には、中国の人件費が高くなっていった結果、魅力が薄れ、中国と同等以上に低価格（人件費が安い）が魅力的なベトナムやインドに生産工場が集まり始めているという状況も関係している。
損なわれた信頼の回復には「5年はかかる」が、企業が品質、ブランド価値を向上させていくのは日本や韓国もかつて通った道であり、いずれ中国製品も認められる日が来る（インターブランド チェジット発言）という指摘もある。
著名な世界的ブランドを模して、あたかも本物と同じように扱う商品も数多くある。その例として、2021年3月に「日本・株式会社伊藤製作所」（富山県所在）とする日本製の鉄鍋が中国のネットショップで発売されたとしており、商品の説明VTRには日本人が「伊藤家4代目家主」という名目で出演したが、実際には中国で製造された偽造品であり、またVTRも実際には中国人で片言の日本語しかしゃべれない俳優にやらせた捏造であったことがわかり問題となった

## 安全性が問題となった事例
- 2006年9月よりパナマで原因不明の病気にかかり387人が死亡する事件が発生。アメリカより調査団が派遣され、調査の結果、パナマ政府が2006年5月に中国から輸入した風邪シロップであることが判明した。その風邪シロップは、中国の上海近郊の工場で作られた、毒性の強い化学物質であるジエチレングリコールを中国の業者が「グリセリン」と偽って販売し、スペインなどの中間業者が「風邪シロップ」としてパナマ政府に販売していた、というルートが判明した[4]。
- 2007年5月、北海道内において、中国製の土鍋で加熱調理中に、蓋と鍋との間から銀色の液体が流れ出たとの苦情があった。苦情を受けた量販店が検査したところ、（基準値を下回る量であったが）鉛が検出され、土鍋から鉛が溶け出した事が判明した。報道を受け、輸入業者は鍋を自主回収した[5]。
- 中国がペットフードの原料として輸出した小麦粉にプラスチックの原材料であるメラミンとシアヌル酸の化学反応による物質が原因でペットフードを食べた犬猫4000匹が腎不全で死亡。販売元のカナダのペットフード販売大手、メニュー・フーズ社が6千万缶以上の缶詰を回収した[6]。
- 2007年6月、アメリカ国家道路交通安全局（NHTSA）は、フォーリン・タイヤ・セールズ社が輸入販売していた文登三峰輪胎有限公司製のタイヤについて、耐久性上の問題があるとして使用を禁止した。当該タイヤは、一般になじみの薄いコンテナトレーラー用のタイヤであり、大きな社会問題となるまでには至らなかったものの、45万本ものタイヤがリコールの対象となった[7]。
- 2007年6月、米国で、中国製の医薬品原料を含んだ米国製の血液凝固阻止剤「ヘパリンナトリウム」を使用した患者21人が死亡、300人以上がアレルギー症状を訴えた。販売会社であるバクスターの中国工場については、FDAの調査が行われていなかったことが問題となっている。
- 2007年8月ニュージーランドの放送局TV3の消費者監視番組「Target」で中国製の子供服に発ガン性のあるホルムアルデヒドがWHOが定める人体の安全レベルを大きく超える900倍で検出されたとする放送を受けて、ニュージーランド消費者問題省 (ministry of consumer affairs) が調査に入った[8]。
- 2007年8月米国で危険なレベルの鉛を含む中国製きかんしゃトーマスのコマや、バケツ、スポンジ・ボブのアドレス帳と、日記が自主回収された[9]。
- 2007年8月米国オハイオ州の玩具販売店「Jo-Ann Stores of Hudson（ジョアン・ストアズ・オブ・ハドソン）」は、中国製の水遊び用の子供用玩具の連邦法の基準を超える鉛が塗料から検出されたことを受けて、商品名「Robbie Ducky（ロビーダッキー）」（アヒルの玩具）およそ6000個をリコールした[10]。
- 2007年9月、日産自動車は、「タンブラーにアイスコーヒーを入れて飲んだところ、気分が悪くなった」という顧客の訴えを受け、試乗者に無料配布した中国製タンブラー容器を検査したところ、国が定める食品衛生法の基準値を超える鉛が検出されたとして、14万2523個の回収を行うと発表した[11]。
- 2007年9月、カリフォルニア州当局は、州当局が低所得者向けの健康増進運動で配布した中国製の弁当袋30万袋から、高水準の鉛が検出されたとして廃棄するよう呼びかけた[12]。
- 2007年9月、米消費者製品安全委員会は、中国製ベットを使用した乳児少なくとも2人が死亡した他、60件以上の事故が発生したとして、中国製幼児用ベッド100万台以上をリコールするよう指示を出した[13]。
- 2007年10月、中国産の風邪薬を飲んだ住民が穿孔のために死亡する事故が1990年代から北朝鮮国内で多発し、北朝鮮政府は該当する中国産医薬品について「韓国の情報機関が毒を入れている」として販売禁止令を出したことが判明した[14]。また、北朝鮮の朝鮮赤十字会（朝赤）は「中国産の医薬品は偽物が多く困っており、有効期限が過ぎた薬でもいいから送って欲しい」と韓国へ手紙を出していた[15]。
- 2007年10月25日、米国小売店ターゲットは、アニメ映画「カーズ」キャラクター商品のバックパックに付いている磁石が簡単に取れるため、子供が誤って飲み込む危険性があるため、11万個がリコールした[16]。
- 2007年11月8日、米消費者製品安全委員会（CPSC）からの発表により、中国製玩具商品名「アクア・ドッツ」（Aqua Dots）（ビーズのおもちゃ）の表面から化学物質「「1・4－ブタンジオール」を検出したことを受けて、カナダの会社スピン・マスター（Spin Master:カナダ・トロント）が420万個を回収することになった[17]。
- 2008年2月、4歳児が中国製電動ベッドに首を挟まれ窒息死したとして経済産業省は注意を呼びかけている。この中国製電動ベッドを輸入・販売したベルーナは経済産業省に届出を出しリコールを行っている[18]。
- 2008年2月、「ベネトンジャパン」及び同社からライセンスを受けた日用雑貨メーカー「レアック・ジャパン」が販売した中国産まな板から鉛やクロムが溶け出し、食物などに付着して体内に入る恐れがあるとして約6000枚を回収した[19]。
- 2008年3月中国製電気ストーブ（ハロゲンヒーター）で異常加熱が起こると札幌市消費者センターが発表、注意を呼び掛けている。この中国製電気ストーブを輸入・販売した大旺インターナショナルジャパン（大阪市）は経済産業省の発表によると所在不明である[20]。
- 2008年3月中国製トレーニングマシーン「バランスビート5F-3604」で事故が発生したと経済産業省が発表、輸入業者は無償点検・交換を行っている[21]。
- 2008年3月、2007年6月の米国におけるヘパリン製剤の回収事件を受けて、日本でも扶桑薬品工業、テルモ、大塚製薬が製品の自主回収を発表した[22]。
- 2008年5月22日に、トイザらス・ジャパンは経済産業省の独自検査により玩具安全基準（ST基準）を超える鉛を検出したため、米国のヘアアクセサリ製造企業Almar Salesが中国工場で製造したヘアアクセサリ（ドリームダジラーの4種類）1万5千個をリコールした。商品は、トイザらスとベビーザらスで販売された[23]。
- 2020年、欧州で新型コロナウイルスの感染が拡大。オランダが中国からマスクを130万枚輸入したところ顔に密着できない、フィルターが不良といった問題があるなど製品であったため流通した60万枚をリコールすることとなった。また、中国からフィリピンへ送られた新型コロナウイルスの診断キット10万個は、正確度が40%に満たなかったとされている。さらにスペインが中国企業から購入した診断キットも、正確度が30%に満たないとして問題となった[24]。中国政府は、同年4月26日までに1600万社近い事業者らを対象に検査を行い、8900万枚を超えるマスク、41万8000点の防護用品を押収したことを発表した[25]。

## 関連する報道

### アメリカ人の82%が中国製品の購入に関して懸念
- 2007年8月7日に発表された、著名なアメリカの世論調査機関であるゾグビー社 (zogby) とロイター通信が共同で行った世論調査によると、アメリカ人の82%が中国製品の購入に関して懸念があると回答。63%が中国製品のボイコットに賛成する。61%がチャイナ・フリーのラベルのある商品を選択する。と回答している。一方で、86%の回答が、商品を選択する際には価格で選ぶとしており、53%が、普及度と価格を考慮すると、中国製の製品を購買せず一週間を過ごすことは難しいと回答している[26]。

### 中国製玩具回収、米マテル社が謝罪
- 中国製のおもちゃが大量に自主回収となっていた問題で、2007年9月21日、アメリカの玩具大手・マテル社の幹部が、マテル社が回収したおもちゃの多くは「中国の製造の問題ではなく、設計上の欠陥」だったと謝罪した、と報道されている[27]。

### 防衛省による中国製品の安全性調査
- アメリカ軍の装備に中国製の偽造電子部品が大量に流入している問題で一部が日本にも流入していたことを受け[28]、2015年5月6日、防衛省は自衛隊の装備についても中国製部品の調査を開始すると報じられた[29][30]。

## 中国側の反応

### 政府の対応
中国国家食品薬品監督管理局の元局長は1998-2006年に8社から650万人民元の賄賂を受け取り偽薬を認可したとして、2007年5月29日に収賄罪と職務怠慢罪により1審で死刑判決を言い渡された。1審も初公判から2週間で判決という異例の早さであったが、控訴審も1ヶ月で終了し死刑確定、2007年7月10日には死刑が執行と中央政府閣僚に対し異例の早さで終結した。
中国国家質量監督検験検疫総局の李長江局長は、一連の騒動を受けて、「（中国製の基準に満たない製品の）リコールは必要だが、全ての中国製品が品質基準を満たしていないと決め付けることは、不当である。」と述べた。。

### 反論

#### 「中国食品の「毒」は日本から来た」
- 中国共産党機関紙である人民日報と人民網は、2007年8月28日付の中国食品の「毒」は日本から来たと題する記事で、朝日新聞社の発行する週刊誌AERA（アエラ）の記事を引用する形で、もともと中国製の食品は安全であったが、中国の食品が農薬や抗生物質を含むようになったのは、中国に抗生物質を持ち込み、中国で品質を無視して買い叩く日本人が原因である。日本は中国の食品安全問題に対して逃れようのない責任があり、日本人が悪いのになぜ日本人はあれこれ騒いでいるのだと、日本の食品安全に対する姿勢を非難している。

#### 「中国の食品は、先進国の食品より安全」
- 中国国際放送局（CRI）の日本週刊誌、輸入食品の基準超過率で中国は23位と発表 と題する報道によると、中国国家品質監督検査検疫総局は、朝日新聞社の発行している週刊誌AERA（アエラ）の記事を引用する形で、中国産食品の安全性に対して、中国大陸の基準超過率は0.58%で、23位であり、アメリカ、オランダ、イタリア、オーストラリアなど先進国の食品よりははるかに安全であると主張している。

### 中国国民の対応[要出典]
中国の富裕層では自国産品（中国産）を購入しないようになっている。
特に、大都市部の高級販売店では日本の有機栽培食品が日本の数倍の値段で売られている。
中国の物価指数から考えればその値段は一般に販売されている物の数十倍にもなるはずであるが、売り上げは伸びているという。
飲料水一つを取っても、水道水はとても飲めないため大型ボトルでミネラルウオーターを購入しているような状況である。
このような状況から、中国人自身が最も自国の食の安全を信じていないと揶揄されている。